# Locomotiva SB 35c
La locomotiva 35c della Südbahn era una locomotiva a vapore a tender separato.

## Storia
Le 10 locomotive del gruppo 35c (numerate 1002–1011) furono costruite nel 1872 dalla Wiener Neustädter Lokomotivfabrik.
In seguito ai mutamenti territoriali conseguenti alla prima guerra mondiale, le 35c furono spartite fra le FS italiane e le JDŽ jugoslave.
Alle FS pervennero due esemplari, che furono classificati nel gruppo 454, con numeri 454.001–002; furono radiate quasi subito, nel 1924.
Alle JDŽ pervennero otto esemplari; quattro furono subito radiati, gli altri quattro vennero classificati nel gruppo 132, con numeri 132-019–022, e rimasero in servizio oltre la seconda guerra mondiale.